# Pasztowaja Hlinka
Pasztowaja Hlinka (biał. Паштовая Глінка; ros. Почтовая Глинка, Pocztowaja Glinka, pol. hist. Pocztowa Hlinka) – wieś na Białorusi, w obwodzie homelskim, w rejonie kormańskim, w sielsowiecie Licwinawiczy, nad Sożem.

## Historia
W XIX i w początkach XX w. położona była w Rosji, w guberni mohylewskiej, w powiecie bychowskim, w gminie Bycz. Następnie w granicach Związku Sowieckiego. Od 1991 w niepodległej Białorusi.